# Curdin Eichholzer
Curdin Eichholzer (* 18. Juli 1980 in Samedan) ist ein früherer Schweizer Biathlet.
Curdin Eichholzer arbeitet als Zimmermann und lebt in Zernez. Er begann 1996 mit dem Biathlonsport und war für Sarsura Zernez aktiv. Er gab 1999 sein internationales Debüt und lief zunächst Rennen im Europacup der Junioren, wo er mehrfach Podiumsresultate erreichte. Erste internationale Meisterschaft wurden die Biathlon-Juniorenweltmeisterschaften 1999 in Pokljuka, bei denen Eichholzer 63. des Einzels und 31. des Sprints wurde. Das Verfolgungsrennen beendete er nicht. 2000 wurde er in Hochfilzen 18. des Einzels, 14. des Sprints, 36. der Verfolgung und mit Cyrill Gross, Jürg Kunz und Claudio Böckli 17. im Staffelrennen.
Seit der Saison 2000/01 startete Eichholzer bei den Männern, zunächst im Europacup. Erste internationale Meisterschaft wurden die Biathlon-Europameisterschaften 2001 in Haute-Maurienne, wo der Schweizer 56. des Einzels wurde. 2002 folgte das Debüt im Biathlon-Weltcup. In Antholz wurde sie 78. eines Einzels. Höhepunkt der Saison wurden die Biathlon-Europameisterschaften 2002 in Kontiolahti. Eichholzer wurde 39. des Einzels, 34. des Sprints und 30. der Verfolgung. In der Saison 2002/03 erreichte er in Antholz mit einem 78. Rang sein bestes Ergebnis bei einem Einzel in einem reinen Weltcuprennen, zudem belegte er an der Seite von Jean-Marc Chabloz, Roland Zwahlen und Matthias Simmen mit der Staffel den zehnten Platz. Höhepunkt der Karriere wurden die Biathlon-Weltmeisterschaften 2003 in Chanty-Mansijsk. Eichholzer kam im Einzel auf den 74. Platz und wurde an der Seite von Chabloz, Zwahlen und Simmen 15. im Staffelrennen. 2005 erreichte er mit einem siebten Rang bei einem Einzel in Gurnigel. Auf nationaler Ebene gewann er 2006 bei den Schweizer Meisterschaften in Lantsch/Lenz im Sprint Rang zwei hinter Mario Denoth, im Massenstartrennen wurde er hinter Ivan Joller und Andreas Zihlmann Dritter.
Seit 2010 startet Eichholzer jährlich beim Engadin Skimarathon, der in den im Rahmen des Skilanglauf-Marathon-Cup eingeht.

## Biathlon-Weltcup-Platzierungen
Die Tabelle zeigt alle Platzierungen (je nach Austragungsjahr einschliesslich Olympische Spiele und Weltmeisterschaften).
- 1.–3. Platz: Anzahl der Podiumsplatzierungen
- Top 10: Anzahl der Platzierungen unter den ersten zehn (einschliesslich Podium)
- Punkteränge: Anzahl der Platzierungen innerhalb der Punkteränge (einschliesslich Podium und Top 10)
- Starts: Anzahl gelaufener Rennen in der jeweiligen Disziplin

| Platzierung         | Einzel | Sprint | Verfolgung | Massenstart | Staffel | Gesamt |
| ------------------- | ------ | ------ | ---------- | ----------- | ------- | ------ |
| 1. Platz            |        |        |            |             |         |        |
| 2. Platz            |        |        |            |             |         |        |
| 3. Platz            |        |        |            |             |         |        |
| Top 10              |        |        |            |             | 1       | 1      |
| Punkteränge         |        |        |            |             | 7       | 7      |
| Starts              | 3      | 1      |            |             | 7       | 11     |
| Stand: Karriereende |        |        |            |             |         |        |